# Gotska Sandöns fyrplatser

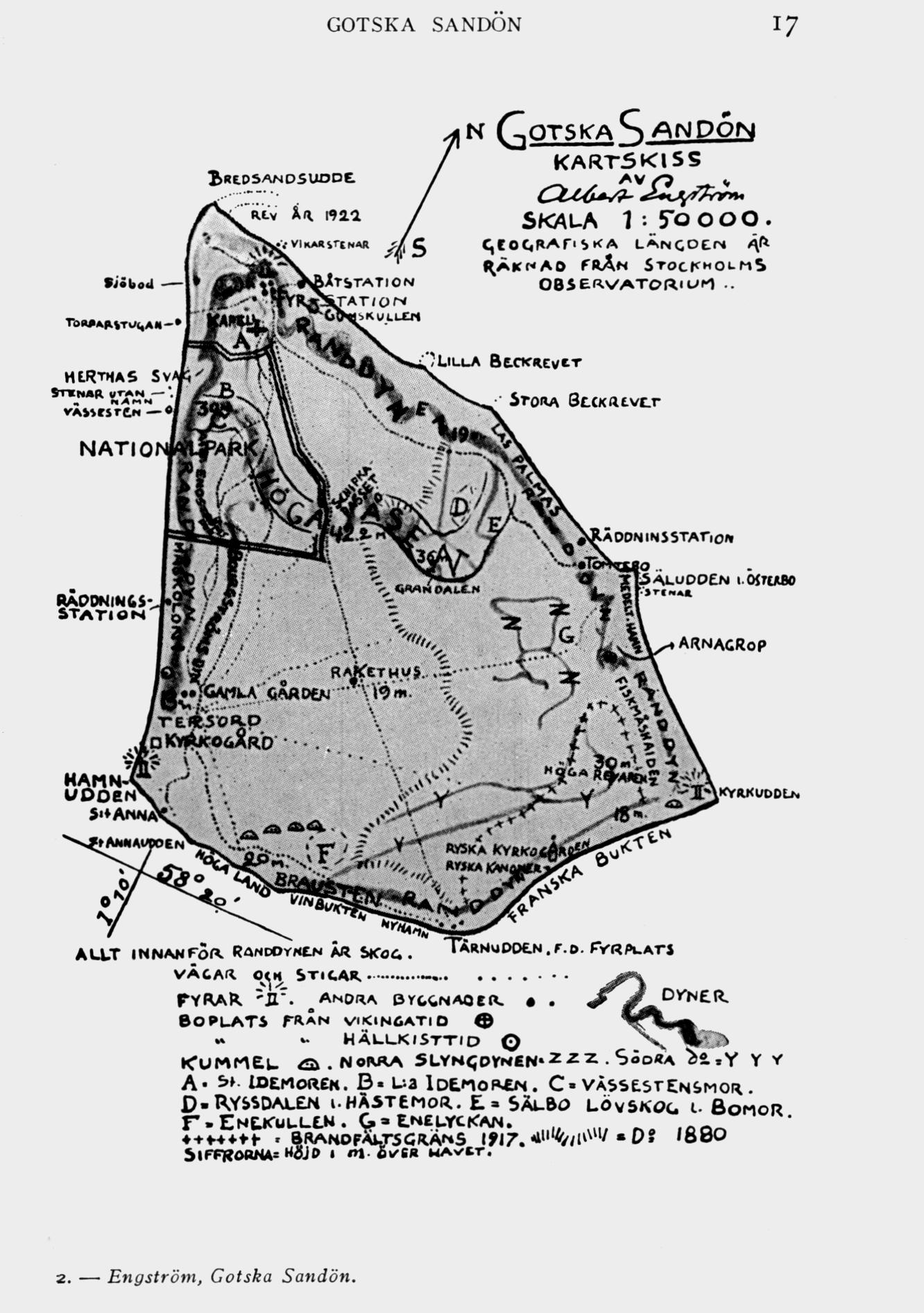
Karta av ön utförd av Albert Engström.

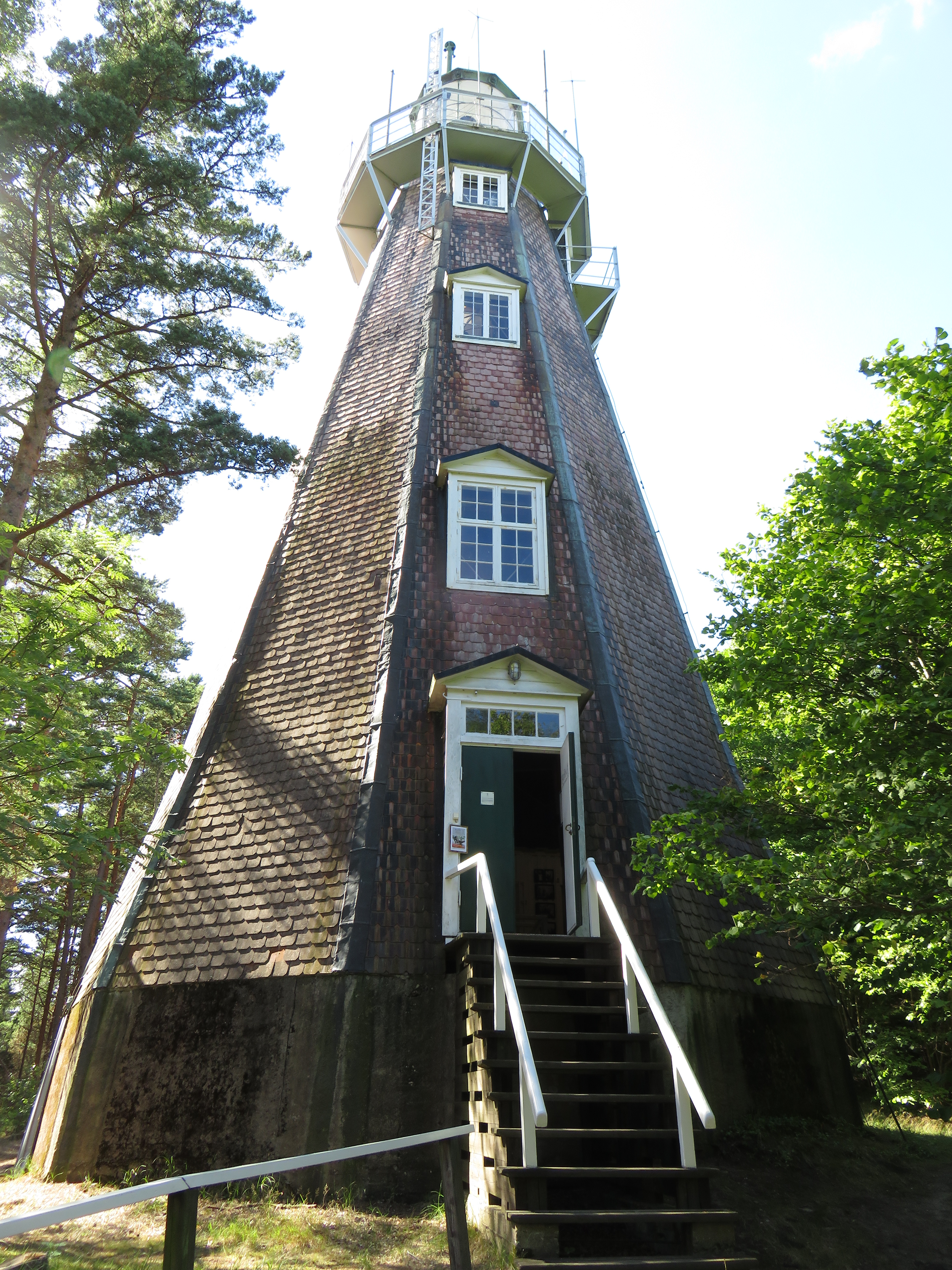
Norra fyren från 1859 vid Bredsand på Gotska Sandön. Byggnadsminne sedan 1935.

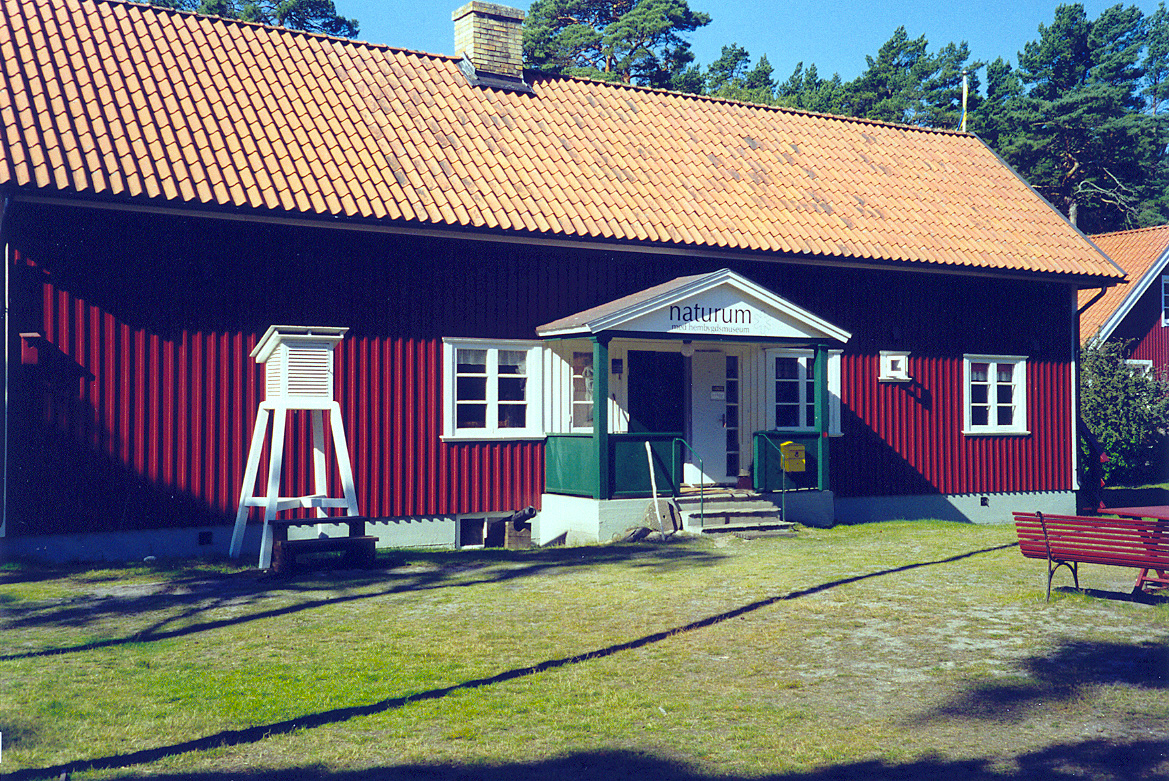
Den gamla skolbyggnaden, nu museum och byggnadsminne sedan 1935.

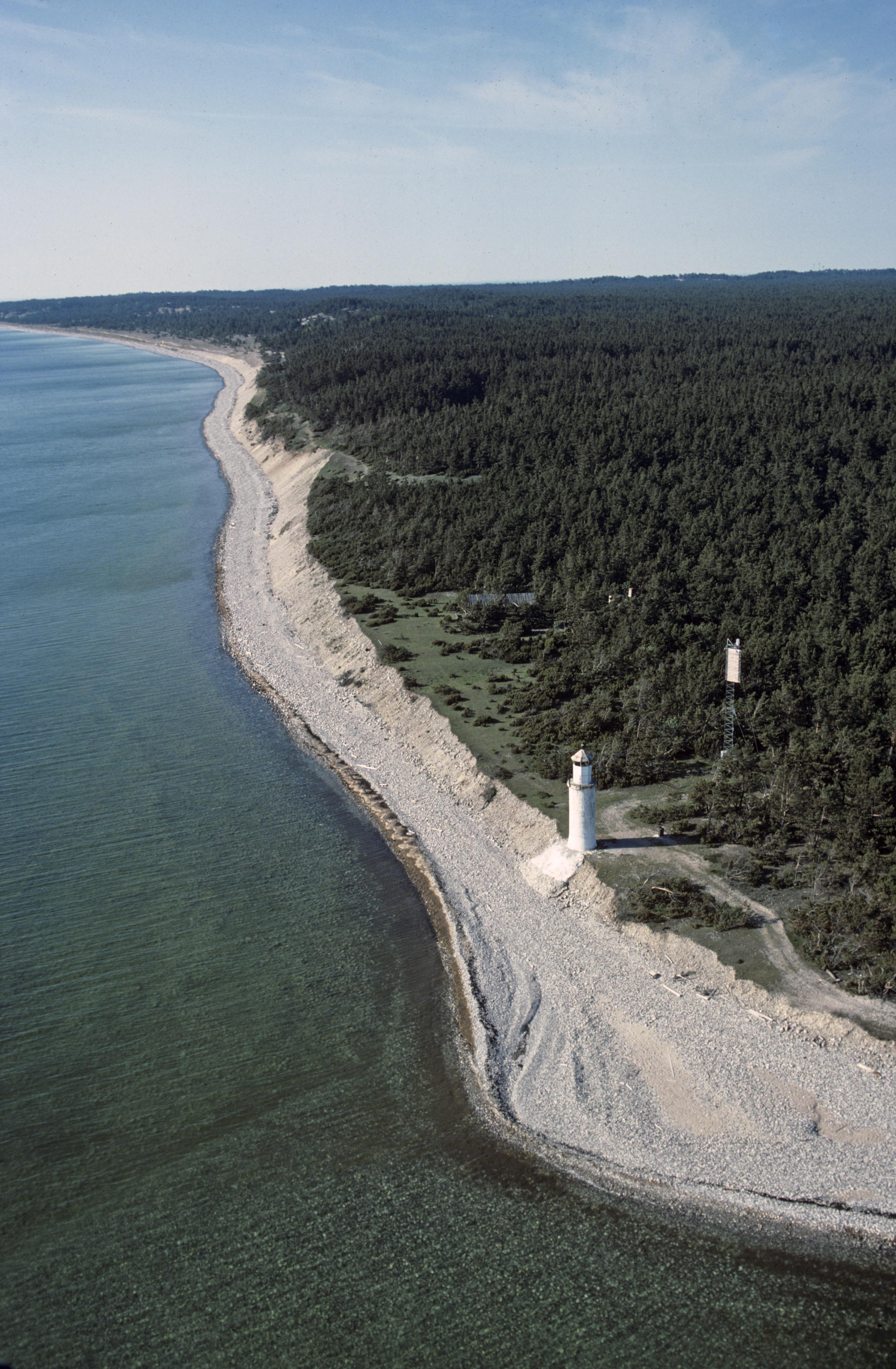
Hamnuddens fyr vid sydvästra udden av Gotska Sandön.

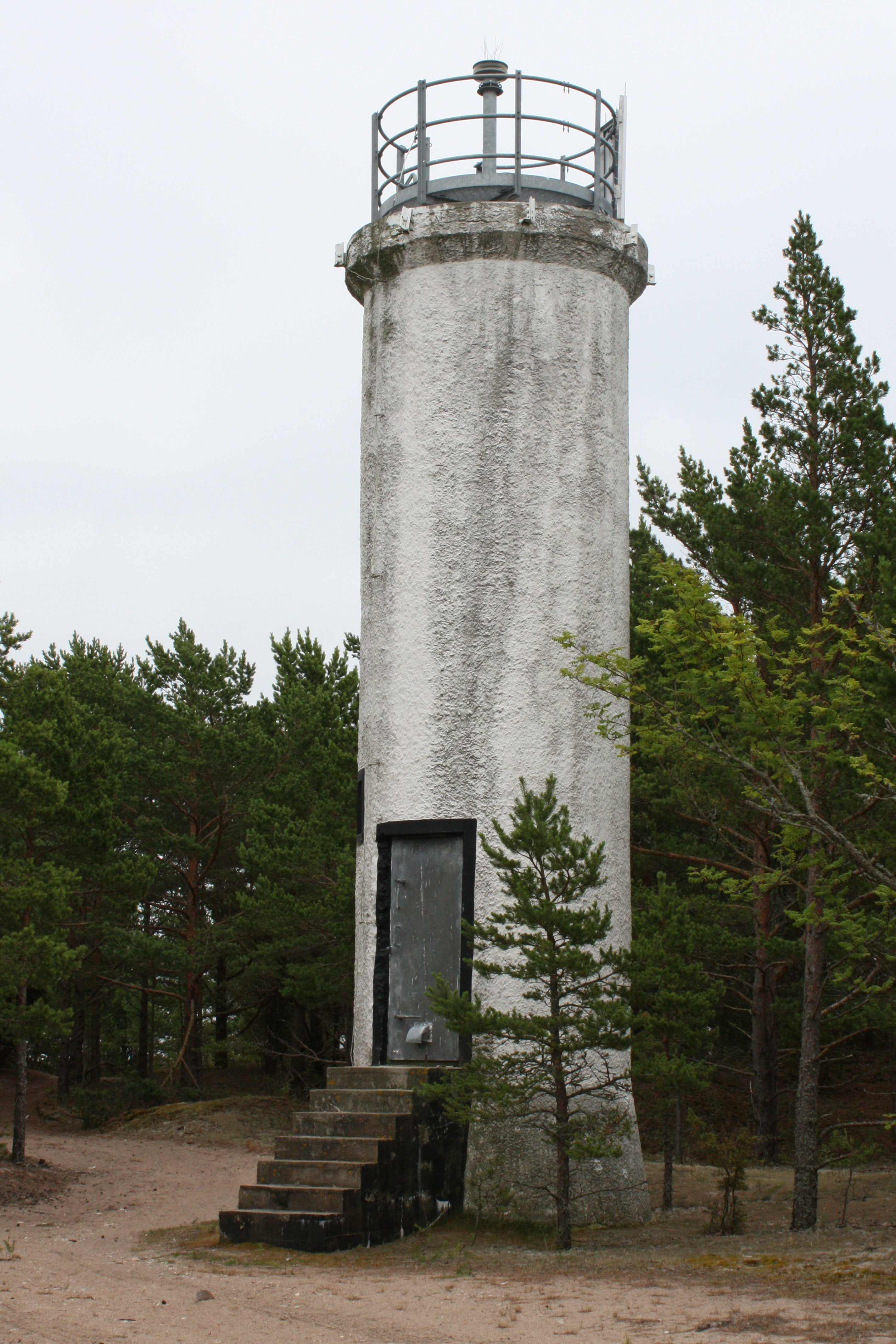
Fyren vid Kyrkudden på Gotska Sandöns östra del.

Gotska Sandöns fyrplatser är belägna på öns nordvästra del – Bredsand – och sydöstra del – Tärnudden. Fyren vid Bredsand var bemannad 1859–1970. Även fyren vid Tärnudden var bemannad under 30 år – från 1883 till 1913.
De obemannade ledfyrarna från 1913, Hamnudden och Kyrkudden, är belägna på öns sydvästra respektive östra del.

## Historik

### Fyrarna
Under 1840-talet gjordes flera framställningar till Förvaltningen av sjöärendena, dåvarande Sjöfartsverket, att en fyr borde uppföras på Gotska Sandöns nordvästra del. Det visade sig dock, att fyrtornet inte belyste havet runtom hela ön. Men omkring 1850 ändrade förvaltningen uppfattning och föreslog Kungl. Maj:t, att två fyrar skulle uppföras på ön. År 1857 anvisade rikets ständer medel för fyrplatsen. Under åren 1858–59 uppfördes två fyrtorn vid Bredsand på den nordvästra delen av ön.  På grund av att marken bestod av lös sand lät fyrkonstruktören Gustav von Heidenstam grundlägga fyrtornen med skruvpålar.
För att underlätta kontakterna mellan fyrplatserna på ön installerades två år senare en lokal telefonlinje.
Två identiskt lika fyrar med fast sken byggdes således på Gotska Sandön under 1850-talet för att varna för det farliga grundflaket Kopparstenarna. Grundläggningsförhållanden på ön krävde en speciellt lätt konstruktion. Fyrtornen utfördes som träklädda stålskelett och grundlades på skruvpålar. Det södra fyrtornet revs 1903 och det kvarstående norra tornet byggdes om.
Lotsstyrelsen begärde år 1882 medel hos Kungl. Maj:t för att bygga ytterligare en fyr på Sandöns sydöstra udde. Till en början ställde sig förvaltningen avvisande och menade, att olyckorna där var få, och att en ny fyr snarast skulle verka förvillande i farvattnen. Trots detta uppfördes senare även denna fyr på Gotska Sandön.

### Fyrplatserna
Samtidigt som de bägge fyrarna uppfördes, byggdes även bostadshus och ekonomibyggnader för fyrpersonalens behov. De olika byggnaderna arkitektritades i enlighet med ett typhusmönster genom Lotsverkets försorg och gavs en symmetrisk placering runt en stor gårdsplan. Samtliga byggnader har en enhetlig fasadutformning med locklistpanelade, rödfärgade fasader. Under årens lopp har ytterligare bebyggelse kommit till. Ett karakteristiskt inslag inom fyrplatsområdet är de gjutna gångbanorna, vilka är från 1930-talet då de ersatte äldre gångbanor av plank.

## Byggnadsminnet
Byggnadsminnet omfattar fyrtornet vid Bredsand, Bourgströms och Tomtebos jaktstugor, tre stycken tidigare fyrmästarebostäder, tidigare skola och lärarbostad, tidigare tvätt- och bagarestuga, källare, två uthus, två avträden, Gottbergs lada, Gottbergs fängelse, skogshuggarbarack, tre uthus och en kabelbod. Det statliga byggnadsminnet beslutades redan den 25 januari 1935.